# Staple (Nord)
Staple település Franciaországban, Nord megyében. Lakosainak száma 715 fő (2022. január 1.). Staple Bavinchove, Ebblinghem, Hondeghem, Lynde, Renescure és Wallon-Cappel községekkel határos.

## Népesség
A település népessége az elmúlt években az alábbi módon változott:
| Lakosok száma | 705  | 679  | 670  | 658  | 655  | 649  | 671  | 693  | 715  |
|               | 2013 | 2015 | 2016 | 2017 | 2018 | 2019 | 2020 | 2021 | 2022 |